# Giovanni Episcopo
Giovanni Episcopo è il secondo romanzo di Gabriele D'Annunzio, pubblicato nel 1892.

## Trama
Giovanni Episcopo è un impiegato che conduce una vita mediocre e, dopo il lavoro, cerca di svagarsi coi suoi colleghi cenando tutte le sere nella medesima pensione. Lì conosce una cameriera giovane e piacente, Ginevra, di cui si invaghisce e che poi sposerà.
Intanto, un suo collega, Giulio Wanzer, di cui Episcopo subiva il fascino in quanto persona risoluta e aggressiva, l'opposto del suo carattere, aveva sottratto dei soldi dalla Tesoreria ed era scappato in Argentina.
Passati pochi giorni dal matrimonio, Ginevra comincia a mutare carattere e diventa più crudele e scostante col marito. Giovanni pensa di poter ancora salvare il matrimonio in seguito alla nascita di un figlio, ma la speranza risulta vana. Per i problemi familiari, egli trascurerà i suoi doveri in ufficio e, dopo qualche ammonizione, verrà licenziato.
Egli, una sera, quando il suo vecchio amico Wanzer busserà alla porta e si installerà in casa sua, succube della sua personalità, non riuscirà a muovere un dito. La misura sarà colma solo quando Wanzer alzerà le mani sulla moglie e sul figlio: Giovanni prenderà un coltello dalla cucina e ucciderà l'intruso.

## Tematiche
Con questo romanzo, D'Annunzio si avvicina al romanzo russo dal sapore dostoevskijano, nel tentativo di analizzare un crimine nella sua crudezza, senza alcuna trasposizione letteraria. Lo scrittore abbandona la terza persona e narra la vicenda dall'io del protagonista che, come in una lunga confessione, racconta i motivi delle sue azioni, fino alla tragica conclusione.
Con lo scorrere delle vicende, il romanzo acquista un ritmo verticale tipico del romanzo realistico russo, ma anche di quello realista e naturalista francese alla maniera di Zola e Flaubert, ripreso da Giovanni Verga ed i veristi in Italia. Il protagonista scende tutti i gradini della degradazione umana e sociale fino a toccare il fondo tragico della vicenda.

## Trasposizioni cinematografiche
Nel 1947 il romanzo è stato trasportato sul grande schermo con il titolo Il delitto di Giovanni Episcopo, per la regia di Alberto Lattuada.